# Gazella erlangeri
La gacela árabe de costa o de Neumann (Gazella erlangeri) es un especie de mamífero bóvido que habita en Arabia Saudita y Yemen.